# うみへび座イプシロン星
うみへび座ε星は、うみへび座の恒星で3等星。うみへびの頭を構成する円形の星の中で最も北に位置する。

## 伴星
4星からなる多重星で、5つめの星も存在するとされる。1888年にスキヤパレリにより、近接ペアABが発見された。離角の平均は0.2秒で、周期15.3年、距離は8.5天文単位離れている。1.75M☉の3.7等と1.60M☉の4.8等で構成される。Cは、離角3.1秒の7.8等で、1830年にフリードリッヒ・フォン・シュトルーベによって発見された。Aから約130天文単位離れ、AとBのペアを650年かそれ以上の周期で公転している。Dは、0.025L☉、離角19.3秒で825天文単位離れており、他の星と固有運動が同じだが軌道運動は未検出である。

## 名称
うみへび座のδ星、ε星、η星、ρ星、σ星は、インド占星術のナクシャトラで第9番目の星宿であるアーシュレーシャー（Ashleshā、「抱擁」を意味する）とされていた。2018年6月1日、国際天文学連合の恒星の命名に関するワーキンググループ (Working Group on Star Names, WGSN) は、Ashlesha をうみへび座ε星Aの固有名として正式に定めた。